# Brachiaria eruciformis
Brachiaria eruciformis là một loài thực vật có hoa trong họ Hòa thảo. Loài này được (Sm.) Griseb. mô tả khoa học đầu tiên năm 1853.